# ملک فالیز
ملک فالیز روستایی از توابع بخش آسارا شهرستان کرج در استان البرز ایران است. محل این روستا در کیلومتر 

## جمعیت
این روستا در دهستان نسا قرار دارد و رساس سرشماری مرکز آمار ایران در سال ۱۳۸سا می باشد جاذبه ها و دیدنیهای این روستا بسیار اندک هستند میتوان به چشمه الاعدین کوه خنکا باغ ها و کوره های آهک پزی اشاره کرد ۵، جمعیت آن ۱۳۹ نفر (۳۹خانوار) بوده‌است.

## مردم
ساکنین روستای ملک فالیز مسلمان شیعه هستند و از قوم تات می‌باشند و زبان‌شان تاتی است.